# خاک باده
خاک باده یک منطقهٔ مسکونی در افغانستان است که در ولایت بامیان واقع شده‌است.